# Przednia Kopa
Przednia Kopa [pšedňa kopa] (německy Cornelsberg) je hora nacházející se v polské části Jizerských hor, ve Vysokém jizerském hřebeni.

## Přístup
Hora je přístupná pouze takřka neznatelnou stezkou, která odbočuje z hřebenové červené značky. Ta vede po celém Vysokém jizerském hřebeni, přechází vrchol Sine Skałki (1122 m n. m.) a prochází nevýrazným sedlem mezi ním a kopcem Przednia Kopa. Vrchol je viditelný ze silničního sedla Rozdroże Izerskie, které leží na silnici spojující města Szklarska Poręba (Sklářská Poruba) a Świeradów-Zdrój.

## Okolí
V nevýrazném sedle mezi Přední kupou a Vysokou kupou leží ve výšce 1100 m n. m. nejvýše položené rašeliniště Jizerských hor, velmi bohaté na poměrně neobvyklé druhy rostlinstva. Nalézají se zde i malá jezírka.